# Andrew Weir, 1. Baron Inverforth

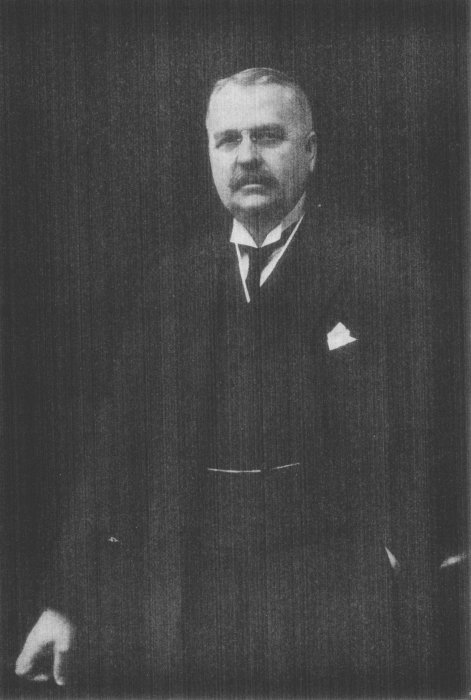
Andrew Weir, 1. Baron Inverforth

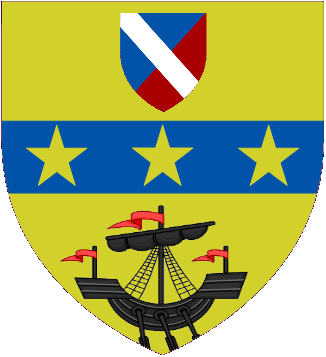
Wappen des Andrew Weir, 1. Baron Inverforth

Andrew Weir, 1. Baron Inverforth, PC (* 24. April 1865 in Kirkcaldy, Fife; † 17. September 1955 im Interforth House in Hampstead) war ein schottischer Reeder und britischer Politiker. Er leitete die Reederei Andrew Weir and Co. in Glasgow. Im Ersten Weltkrieg diente er als Minister des Kriegskabinetts. Von 1917 war er Surveyor General of Supplies und danach bis 1921 Minister of Munitions.

## Leben
Andrew Weir war der älteste Sohn von William Weir und seiner Frau Janet. Sowohl sein Vater und Großvater waren Korkhändler. Weir heiratete 1889 Anne Dowie († 1941), die Tochter von Thomas Kay Dowie, mit der er fünf Töchter und einen Sohn hatte.
Nach dem Besuch der High School in Kirkcaldy arbeitete Andrew für die Commercial Bank of Scotland. Er zog bald nach Glasgow. Kurz nach seinem zwanzigsten Geburtstag kaufte er ein Segelschiff, die Barke Willowbank, die er in der Küstenschifffahrt einsetzte. Im nächsten Jahr begann Weir mit dem Bau von Segelschiffen modernen Designs und hatte innerhalb weniger Jahre eine Flotte von 52 Schiffen aufgebaut. 1896 zog Weir nach London und begann, seine Flotte von Segel- auf Dampfschiffe umzustellen. 1905 gründete er die Bank Line, die zur führenden britischen Reederei wurde.
Während des Ersten Weltkrieges wurde er im März 1917 wurde er zum Surveyor-General of Supply ernannt und hatte deshalb einen Sitz im Army-Concil. Er war zuständig für die Versorgung der britischen Armee mit Vorräten und Ausrüstung mit Ausnahme der Munition.
Im Januar 1919 wurde er zum Minister of Munitions ernannt und sollte die Produktion einstellen und überzählige Munition entsorgen. Das Amt hatte er bis März 1921 inne. Am 5. Februar 1919 erhob ihn König Georg V. ihn als Baron Inverforth, of Southgate in the County of Middlesex, zum erblichen Peer. Er wurde dadurch Mitglied des House of Lords. Im selben Jahr erhielt er für seine Verdienste die Distinguished Service Medal der United States Army.
Nach dem Krieg investierte Lord Inverforth in dieselbetriebene Schiffe. Er erweiterte auch seine Geschäftsgebiet und wurde Teil der Marconi-Unternehmensgruppe. Er war auch Vorsitzender der Anglo-Burma Rice Company und der Wilmer Grain Company und gehörte auch dem Vorstand der Lloyds Bank an. 1937 wurde er mit dem Großkreuz des dänischen Dannebrogordens ausgezeichnet.
Inverforth ging bis in sein einundneunzigstes Lebensjahr vier Tage die Woche ins Büro.
Als er 1955 starb, erbte sein gleichnamiger Sohn seinen Adelstitel.